# 言姓
言是中國的一個姓氏，言姓的始祖是言偃，是百家姓裡的第503個姓氏，這個姓也是姬姓的一個分支，其始祖言偃(子游)是孔子的弟子之一。在現代是極罕見的姓氏。

## 源流
出自春秋时言偃之后，以祖名为氏。据《姓纂》载：“孔子弟子言偃之后。”春秋时期，孔子的得意弟子之一名言偃，字子游。言偃才华出众，曾任武城（今山东省费县西南）宰。提倡以礼乐教民，名声很大，他的后代就以其名字中的言字为姓，称为言氏。

## 堂號
言姓的堂號及郡望為汝南郡。

## 延伸阅读
[在维基数据编辑]
 《百家姓》
 《欽定古今圖書集成·明倫彙編·氏族典·言姓部》，出自陈梦雷《古今圖書集成》

## 外部鏈結
- pchome個人新聞台 （页面存档备份，存于）
- 言姓-姓氏起源 （页面存档备份，存于）